# Kullberg & Co

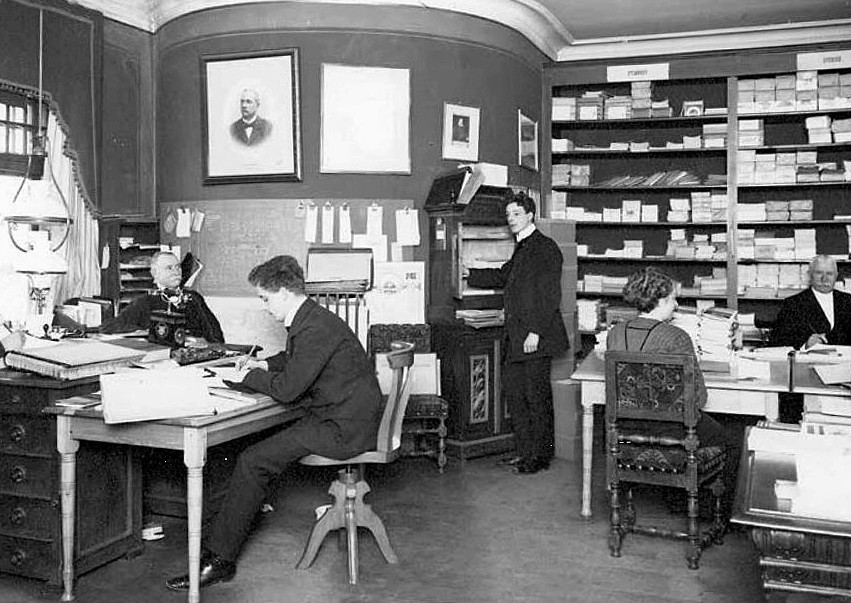
Kullberg & Co:s huvudkontor i Kullbergska huset, Katrineholm, 1911.

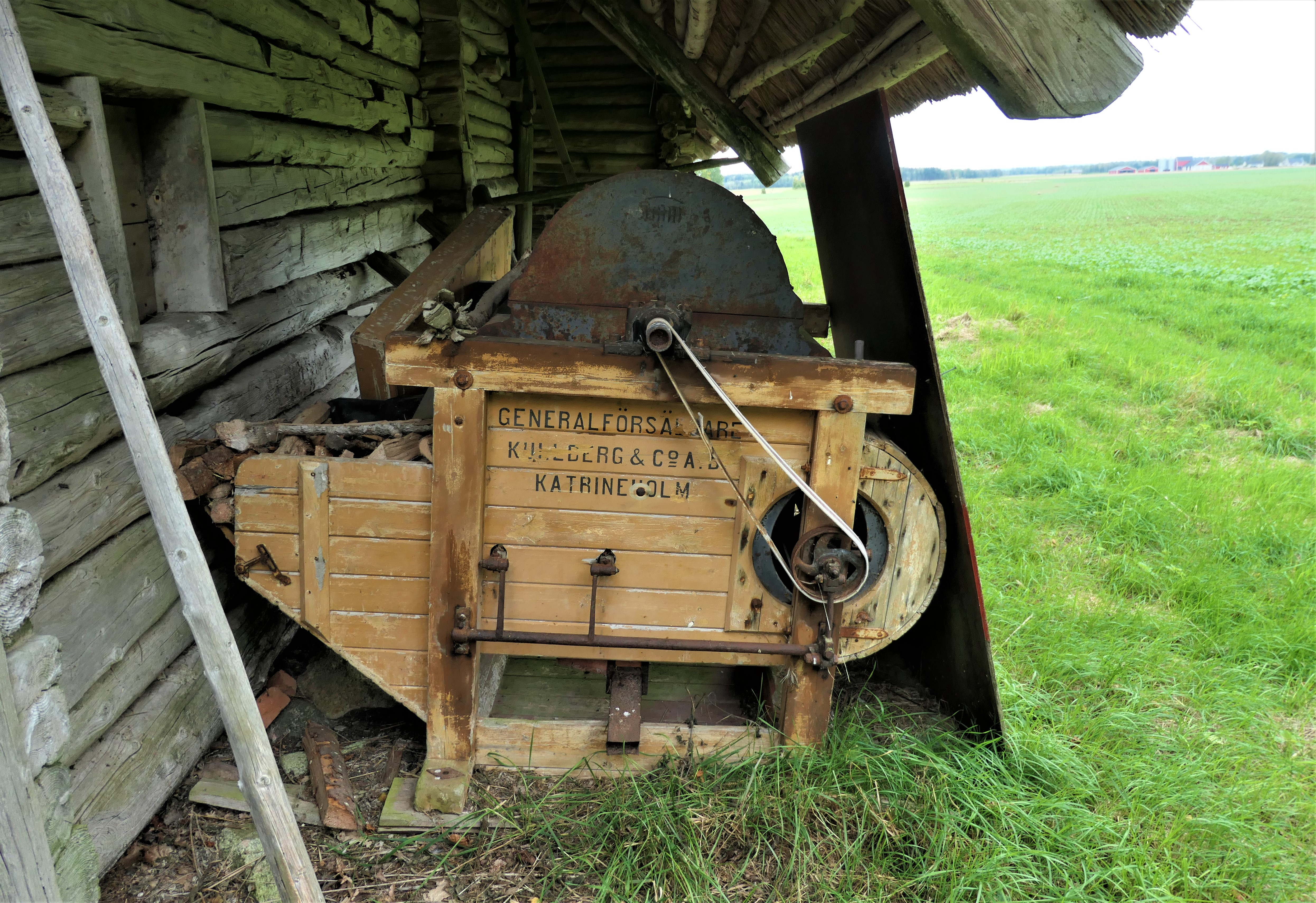
Tröskverk från Kullberg & Co vid ladugården tillhörande Granbacken, en kulturhistoriskt värdefull tidigare bondgård i Gestads socken i Vänersborgs kommun i Dalsland.

Kullberg & Co var ett svenskt handelsföretag för jordbruksmaskiner.

## Historik
Kullberg & Co grundades 1876 av August Kullberg, som 1878 flyttade till Katrineholm för att köpa aspvirke till sin fars tändsticksfabrik i Småland. Företaget utvidgade sin handel med fönsterglas och framför allt med försäljning av svensktillverkade jordbruksmaskiner, bland annat storsäljaren balansräfsor från Katrineholmsföretaget Grönkvists Mekaniska Verkstad. Andra företag som Kullbergs företrädde var Arvikaverken, AV Joh Thermaenius & Son i Hallsberg och Sandbäckens Verkstäder i Katrineholm.
Företaget växte till att bli ett av Sveriges största handelsföretag med på 1910-talet med stor export. Försäljningskontor upprättades bland annat i Norge, Danmark och Ryssland. 
Efter August Kullbergs död 1913 drevs företaget vidare under tidvis sämre konjunkturer. År 1915 slogs det samman med Arvika-Boltic, men blev åter självständigt tio år senare. Under 1940-talet övertogs verksamheten av Arvika Verken, vilket sin tur 1961 gick upp i AB Bolinder-Munktell. Verksamheten flyttades då till Eskilstuna.